# Forster Rezső
Forster Rezső (Cegléd, 1833. szeptember 6. – Kassa, 1911. május 12.) nyomdász, nyomdatulajdonos, lapszerkesztő és kiadó.

## Élete
Jómódú kereskedő fiaként született. Előbb otthon tanult, majd szüleivel együtt Szegedre, onnan Aradra költözött, ahol a gimnázium 3 első osztályát végezte. Ezután Pestre került apjához, aki a Beimel és Kozma nyomda könyvelője volt és a Hampel-féle kereskedelmi iskolát látogatta, melynek II. osztályából mint gyakornok 1847 májusában a nevezett nyomdába lépett. Az ötvenes években a Hölgyfutár főszedője lett és ekkor két novellájával névtelenül lépett a lap munkatársai közé; később a Budapesti Viszhangba, a Délibábba és a Garaboncziás Diákba is szorgalmasan dolgozott. Midőn Németországban tartózkodott, leveleket küldött a pesti lapoknak. Visszatérvén külföldről, Herz János nyomdájának faktora lett; később a Wodianer és Werfer nyomdákat vezette; majd Sárospatakon hat évig volt nyomdász. Innen a Légrády testvérek üzletébe került, melyet 12 évig vezetett. 1878-ban megvette Rácz Ádám nyomdáját Miskolcon. 1911-ben hunyt el, sírja a kassai köztemetőben áll.
A Borsodba és a Borsodmegyei Lapokba mint a nevezett lapok kiadója, társadalmi cikkeket és beszédeket írt.

## Munkái
- A vig pesti. Illedelmi, társalgási, bűvészeti, szavalati és humorisztikai zsebkönyv és kalauz minden mulatságban. Pest, 1855
- Régi idők emlékei. Miskolc, 1893
- Emléklapok a Miskolczon 1893. szept. 8-11. napjain tartott harmadik ipartestületi congressus lefolyásáról. Miskolc, 1894

Szerkesztette a Zempléni Hiradót 1864. június 15-től 1866 végéig Sátoraljaújhelyen és a Pitypalatty című humorisztikus képes lap két számát 1884. október 16. és 26. Miskolcon